# Беннигсен, Адам Павлович
Граф Адам Павлович Беннигсен (27 июня 1882, Москва — 16 ноября 1946, Мулен) — русский офицер.

## Биография
Православный. Сын титулярного советника графа Павла Александровича Беннигсена (1845—06.02.1919) и Александры Карловны фон Мекк (1850—1920), внук меценатки Надежды Филаретовны фон Мекк. Несмотря на немецкое происхождение родителей семья была православной.
По окончании Пажеского корпуса в 1901 году был выпущен корнетом в лейб-гвардии Конный полк.
С началом русско-японской войны, 1 марта 1904 года переведен во 2-й Верхнеудинский полк Забайкальского казачьего войска с переименованием в хорунжие. За боевые отличия был награждён тремя орденами, в том числе орденом Св. Анны 4-й степени с надписью «за храбрость». Произведен в сотники 18 ноября 1904 года «за выслугу лет». 30 декабря 1905 года переведен обратно в лейб-гвардии Конный полк с переименованием в корнеты, а 20 января 1906 года произведен в поручики "за выслугу лет.
19 мая 1908 года вышел в запас гвардейской кавалерии по Венёвскому уезду. В 1908—1910 годах состоял гласным Венёвского уездного земского собрания.
С началом Первой мировой войны был назначен состоять в распоряжении начальника Генерального штаба и прикомандирован к лейб-гвардии Конному полку. Произведен в штабс-ротмистры 20 июля 1914 года. Пожалован Георгиевским оружием
За то, что участвуя с полуэскадроном в атаке батареи, по захвате орудий бросился для занятия отдельной фермы, быстро спешился и огнем отразил немецкую полуроту, бросившуюся выручать орудия.
Произведен в ротмистры 30 октября 1914 года, в полковники — 28 ноября 1916 года «за отличия в делах против неприятеля».
В Гражданскую войну участвовал в Белом движении в составе Вооруженных сил Юга России и Русской армии. С 5 августа по сентябрь 1919 года временно исправляющий должность командира в 1-м гвардейском Сводно-кирасирском полку, с ноября 1919 временно исправляющий должность командира Сводно-кирасирского полка. Эвакуирован из Новороссийска в Турцию. В начале ноября 1920 года находился на острове Проти. Служил при американском Красном Кресте в Галлиполи. Затем через Эстонию перебрался во Францию. Работал бухгалтером в компании «Liano-Film». В 1921 член правления Союза освобождения и возрождения России. Вице-президент Общества русской православной культуры в Париже.
Один из основателей, казначей (1932), а затем товарищ председателя приходского совета (с 1933 г.) православного прихода храма Христа Спасителя в Аньере близ Парижа.
Благотворитель храма (кроме икон для иконостаса, написал и пожертвовал выносную икону Божьей Матери и икону св. Иннокентия). Один из основателей Русской православной культурной ассоциации в Аньере (1932). Вице-президент Общества русской православной культуры в Париже.
В 1945—1946 гг. жил в Мулене. Умер после продолжительной болезни. Похоронен на кладбище Сент-Женевьев-де-Буа.
Личный архив А. П. Беннигсена хранится в Гуверовском Институте.

## Масонство
Посвящён 25 февраля 1924 года в ложе «Северное сияние» № 523 работавшей под юрисдикцией Великой ложи Франции. Возведён во 2-ю степень — 17 июля 1924 года, в 3-ю степень — 21 февраля 1925 года. секретарь в 1926 году. 1-й страж в 1927—1928 годах. Досточтимый мастер в 1928—1931 годах, оратор в 1937 году. Член ложи до кончины.
Член ложи совершенствования «Друзья любомудрия» Верховного совета Франции. Возведён в 14-ю степень — 2 июля 1927 года, 2-й страж в 1929 и 1932 годах. 1-й страж в 1930—1931 годах. Вышел в отставку из ложи 11 ноября 1936 года.

## Семья
Братья:
- Беннигсен, Эммануил Павлович (1875—1955, Бразилия), общественный деятель и политик, член Государственной думы.
- Георгий Павлович Беннигсен (1879—1962, США)[10]. Окончил Пажеский корпус, был членом Государственной думы. Во время Первой мировой войны сражался в армии Самсонова, был в немецком плену. Участвовал в Белом движении на Севере России. Эмигрировал. Был генеральным секретарем Общества помощи русским беженцам. После обращения в католичество (восточного обряда) стал прихожанином белорусского греко-католического прихода святых Петра и Павла в Лондоне. Был членом церковно-просветительского общества святого Иоанна Златоуста, занимался изучением русской церковной истории. В 1952 году был избран председателем Российского Национального Объединения в Великобритании. Его жена — Ольга Васильевна, урожд. Скарятина (1879—1947), фрейлина, дочь генерал-лейтенанта Владимира Владимировича Скарятина.
- Беннигсен Леонтий Павлович (1881—1905), офицер эскадренного броненосца «Бородино», погиб в Цусимском сражении[11].

Сестры:
- Ксения Павловна Беннигсен (1884—1942, Череповец). Во время Первой мировой войны была сестрой милосердия. Осталась в Советской России. В 1919 году была арестована первый раз, приговорена к заключению в коцнлагере, позднее переведена в Брестскую концентрационную больницу, в конце апреля 1921 года освобождена, вернулась в Петроград, работала медицинской сестрой в больнице[12]; в декабре 1933 года была арестована по делу «евлогиевцев» как «участница церковно-монархической организации „Мефодиевское братство“»[13][14].
- Ольга Павловна Беннигсен (1886—1962, Череповец). Осталась в Советской России, работала библиотекарем, в январе 1934 года была арестована по делу «евлогиевцев»[15].
- Екатерина Павловна Беннигсен (1888—1942). Осталась в Советской России, погибла в 1942 году в Гатчине во время убийства нацистами пациентов психиатрической больницы имени Кащенко[16].

Жена — Феофания Владимировна Хвольсон (1887—1969), дочери юриста Владимира Даниловича Хвольсона (1862—1931) и детской писательницы Анны Борисовны Хвольсон, внучке востоковеда Даниила Авраамовича Хвольсона, племяннице физика О. Д. Хвольсона.
Сын — Александр (1913—1988), востоковед и советолог. Его жена — Елена Петровна, урожд. Бильдерлинг (1917—1966), внучка А. П. Струкова.

## Награды
- Орден Святого Станислава 3-й ст. с мечами и бантом (ВП 12.11.1904)
- Орден Святой Анны 4-й ст. с надписью «за храбрость» (ВП 29.01.1906)
- Орден Святой Анны 3-й ст. с мечами и бантом (ВП 5.03.1906)
- Орден Святого Владимира 4-й ст. с мечами и бантом (ВП 6.10.1914)
- Георгиевское оружие (ВП 13.10.1914)

## Сочинения
- Несколько данных о современной Монголии. — СПб., 1912.